# ガンニバル
『ガンニバル』は、二宮正明による日本の漫画作品。『週刊漫画ゴラク』（日本文芸社）にて、2018年10月19日号から2021年12月10日号まで連載された。
単行本は全13巻。2022年12月時点で累計発行部数は210万部を突破している。
カニバリズムを題材として限界集落を舞台とした、サスペンス作品である。
2021年1月30日、31日にオンラインイベント「マツリー」が開催され、企画「マンガ誌編集長が選ぶ、2020年のイチオシ作品」にて、『週刊漫画ゴラク』編集長の佐野宣人は本作を選んでいる。
2021年10月、本作のドラマ化が発表された。2022年12月28日からDisney+のスターで配信された。ドラマの配信を記念して、川口尊をメインとして乱射事件の裏側を描いた特別編『ガンニバル Ｂ話』が、『週刊漫画ゴラク』2022年12月30日号に掲載された。

## あらすじ
主人公である駐在の阿川大悟は、自身が起こしたある事件をキッカケに、山間の村「供花村（くげむら）」に家族共々赴任することになった。或る日、山中にて供花村では絶対的な権力を持つ後藤家・当主である後藤銀の遺体が発見される。後藤家の面々が熊に喰われたと言って済まそうとする中、大悟は後藤銀の遺体から熊とは違った歯形を数点発見する。後藤家の面々からは「気のせい」とあしらわれたが、この時、大悟は前任の駐在が残していた「この村の人間は人を喰ってる」という言葉から、供花村全体へ疑念を抱くようになる。その後、ましろが「あの人」とすれ違い、人間の指を持ち帰ってきたことから疑念は確信に変わり、閉鎖的な村社会で次々と起きる奇妙な事件に巻き込まれていくことになる。

## 登場人物

### 阿川家
阿川大悟
主人公。ましろが感情を失ったある事件を経緯に、供花村へ赴任することになった駐在員。直情的な性格であり、凶悪犯に対しての武力行使も辞さない。
当初は供花村の真実を知るためと興味本位で動いていたが、真実を知っていく中で一見、平穏そうに見える村の裏では沢山の犠牲者が出ている事を知り、村そのものを潰す事に狂気的な闘志を燃やすようになる。
阿川有希
大悟の妻。巨乳であり、事あるごとに大悟は「巨乳の妻と結婚して良かった」と漏らしている。
阿川ましろ
大悟の娘。ある一件から言葉を話さなくなった。彼女が或る日の夜に「あの人」とすれ違った際、「指」を持ち帰って来ていた事を大悟が知ったことが供花村への疑念を確信に変えるキッカケとなった。

### 後藤家
後藤恵介
後藤家次期当主。猟友会に所属。普段は次期当主として冷酷な態度を見せる事が多いが、実際は弟と共に供花村の風習には否定的であり、大悟がトラブルを起こした際には彼を冷酷に突き放すフリをしながら、その場から逃げられるように上手にフォローしている。
後藤洋介
恵介の弟。体力は無いが、銃の腕前は一流。供花村の風習には否定的。
後藤岩男
恵介と行動を共にする寡黙な男。恵介とは同級生。2m近くの巨体の持ち主だが、俊敏性も併せ持つ。
後藤龍二
恵介と行動を共にする低身長の男。恵介とは同級生。モラルがない。
後藤睦夫
過激派の男。禿げあがった頭と肥満体が特徴。
後藤真
短気な男。睦夫とは親密な関係。オールバックの髪型が特徴。
後藤太一
双子の兄。気性が荒く、睦夫と行動を共にする。
後藤陽二
双子の弟。兄とは対照的に物静かな性格。
後藤清
供花村村長で、恵介と洋介の父。
後藤藍
銀の娘で、恵介と洋介の母。18年前に失踪したと思われていたが、実際は逃走の果てに後藤銀に捕まり殺されかけるも、恵介が自身の命を村に捧げる事を銀に約束した事で命は奪われず、村の外である都会に匿われていた。
後藤銀
後藤家当主。村でただ一人の助産師。若い頃はグラマラスな美女であり、自身の身体を利用して村の男性たちを篭絡して利用し、後藤家の当主にまで昇りつめた女傑。数年後、山の中で不審死を遂げる。
「あの人」
後藤家にとって絶対的な存在。2mを優に超える大男で、人間を喰らい、おもちゃのように投げ飛ばすほどの怪力の持ち主。

### 供花村の村民
神山宗近
来乃神神社の次期宮司。恵介の同級生。大悟へ村を去った方が良いと忠告する。
神山正宗
来乃神神社の宮司。宗近の父。
山口さぶ
消防団長で、村人のまとめ役。後藤家を憎み恐れている。
山口加奈子
さぶの娘。3年前に子供を死産している。
上田仁
消防団員。
西村邦寿
若手の消防団員。
河口尊
消防団員。両親と仲睦まじく過ごしていた。本編終了後の番外編では彼が起こした事件を中心として描いている。

### 警察関係者
狩野治
大悟の前任の駐在。村内でトラブルを起こしていた。「供花村の人間は人を喰っている」という言葉を残し行方不明となっている。
山伏剛
大悟の刑事時代の上司。
署長
A警察署長。供花村出身。供花村で最年長者の祖父がいる。
金丸豪
特殊班捜査第一係係長。
千堂恵
県警本部の女性刑事。菊田と共に失踪中の後藤藍の捜査にあたる。
神山
県警本部の刑事。椎名と共に後藤家の調査にあたる。ドラマ版では荒垣啓太と名前が変更されている。
椎名進
県警本部の刑事。神山と共に後藤家の調査にあたる。
菊田真治
県警本部の刑事。千堂と共に失踪中の後藤藍の捜査にあたる。
八千代
警視正。

### その他
狩野すみれ
狩野家の一人娘であり、後藤惠介とは恋人関係にある。連絡が取れない状態となっていたが、銀の葬列に潜り込み大悟と接触する。
狩野幸子
治の妻。現在は病院に入院中。
中村一
解剖医。地域周辺の司法解剖を引き受けており、警察にも協力している。
宇多田学
オカルトサイト「クロニクル」を運営している男。
今野翼
児童に対する強制わいせつ罪で執行猶予中だった男。彼がましろと出会った事で「ある事件」が起きるキッカケを生むことになる。
寺山京介
供花村で顏を「喰われた」男。幼少時、自分を救ってくれた後藤藍を後藤家の支配から解き放ちたいという思いから、後藤家を探る大悟に協力するようになる。

## 書誌情報
- 二宮正明『ガンニバル』日本文芸社〈ニチブンコミックス〉、全13巻
  1. 2019年2月18日発売[3][10]、ISBN 978-4-537-13881-8
  2. 2019年5月20日発売[11]、ISBN 978-4-537-13924-2
  3. 2019年8月19日発売[12]、ISBN 978-4-537-13969-3
  4. 2019年11月18日発売[13]、ISBN 978-4-537-14174-0
  5. 2020年1月29日発売[14]、ISBN 978-4-537-14195-5
  6. 2020年4月20日発売[15]、ISBN 978-4-537-14233-4
  7. 2020年7月9日発売[16]、ISBN 978-4-537-14260-0
  8. 2020年10月9日発売[17]、ISBN 978-4-537-14292-1
  9. 2021年1月9日発売[18]、ISBN 978-4-537-14327-0
  10. 2021年4月8日発売[19]、ISBN 978-4-537-14362-1
  11. 2021年7月16日発売[20]、ISBN 978-4-537-14388-1
  12. 2021年11月18日発売[21]、ISBN 978-4-537-14434-5
  13. 2022年2月28日発売[22]、ISBN 978-4-537-14465-9
- 二宮正明『ガンニバル 完全版』日本文芸社〈ニチブンコミックス〉、全7巻
  1. 2025年3月18日発売[23][24]、ISBN 978-4-537-14980-7
  2. 2025年3月18日発売[23][25]、ISBN 978-4-537-14991-3
  3. 2025年3月28日発売[26]、ISBN 978-4-537-14995-1
  4. 2025年3月28日発売[27]、ISBN 978-4-537-14996-8
  5. 2025年4月9日発売[28]、ISBN 978-4-537-14997-5
  6. 2025年4月9日発売[29]、ISBN 978-4-537-17212-6
  7. 2025年4月17日発売[30]、ISBN 978-4-537-17213-3

## ドラマ
2022年12月28日にDisney+のスターで世界に先駆けて日本で独占配信された（全7話。初回配信分のみ2話同時配信）。11月1日、TOHOシネマズ シャンテ（東京・千代田区有楽町）において、第35回東京国際映画祭の「TIFFシリーズ部門」として全世界配信を前に第1話・第2話が先行上映された。
海外でも同様にDisney+のスターにて配信されているが、アメリカではHuluにて配信されている。
シーズン2は2025年3月19日より配信された。
ドラマの脚色として原作漫画版とはストーリー構成や設定上の違いはあるが、ドラマのシーズン1全7話とシーズン2全8話で原作コミック全13巻と特別編『Ｂ話』全ての物語を描き切っている。

### キャスト

#### 阿川家
- 阿川大悟（供花村 駐在） - 柳楽優弥
- 阿川有希（大悟の妻） - 吉岡里帆[34]
- 阿川ましろ（大悟の娘） - 志水心音[34]

#### 後藤家
- 後藤恵介（後藤家 次期当主） - 笠松将[34]（13歳時：竹内彰良[35]）
- 後藤銀（後藤家 当主） - 倍賞美津子[34]（若き頃：恒松祐里[36]）
- 後藤清（供花村 村長） - 六角精児[34]（若き頃：上川拓郎[37]）
- 後藤藍（恵介と洋介の母） - 河井青葉[38]（若き頃：藤井千帆[39]、幼少期：中村おと）
- 後藤洋介（恵介の弟） - 杉田雷麟[34]（幼少期：國井颯介[40]）
- 後藤睦夫 - 酒向芳[34]
- 後藤岩男 - 吉原光夫[34]
- 後藤龍二 - 中村祐太郎[34]
- 後藤真 - 米本学仁[41]
- 後藤理 - 中島歩[42]
- 後藤白銀（あの人） - 澤井一希[43]（幼少期：鷲尾心陽[44]）
- 後藤太一・後藤陽二（双子・気性の荒い兄/物静かな弟） - 大塚ヒロタ[45]
- 後藤晃（睦夫一派の男） - 大宮将司[46]
- 後藤直矢 - 須森隆文[47]
- 後藤辰雄 - 加賀谷圭[48]
- 後藤秀実 - 林田直樹[49]
- 後藤ヨネ - 仲野元子[50]
- 後藤キク - 栗山千栄[51]
- 後藤敬三 - 五頭岳夫[52]
- 後藤英二 - 岡部浬功[53]
- 後藤拓平 - 矢田政伸[54]
- 後藤礼於 - ジン・デヨン[42]
- 後藤久露恵 - 山本奈衣瑠[55]
- 後藤幹二 - 市川理矩[56]
- 後藤夢威 - 堀源起
- 後藤ほまれ - 竹本和正
- 後藤呂偉 - 希志真ロイ[57]
- 後藤満 - 石川修平[58]
- 後藤祐也 - 森田祐吏[59]
- 後藤孝正 - 屋良学[60]
- 後藤照 - 太三[61]
- 後藤厚 - 阿邊龍之介[62]
- 後藤晴重 - 生谷一樹[63]
- 後藤スミ子 - 久野みずき[64]
- 後藤真里 - 西山真来[65]

##### 過去
- 後藤金次 - 豊原功補[42]
- 後藤紅 - 福島リラ[42]
- 後藤勝吉 - 沖田裕樹[66]
- 後藤道吾朗 - 木村知貴[67]
- 後藤錠太郎 - 柾賢志[68]
- 後藤元 - 宮島三郎[69]
- 後藤耕作 - 吉田庸[70]
- 後藤勇 - 林雄大[71]

#### 供花村
- 山口さぶ（村人のリーダー） - 中村梅雀[34]
- 山口加奈子（さぶの娘） - 山下リオ[72]
- 上田仁（村人） - 松浦祐也[73]
- 西村邦寿（村人） - 永田崇人[74]
- 神山宗近（来乃神神社 次期神主） - 田中俊介[72]
- 神山正宗（来乃神神社 神主） - 橋爪功[42]（若き頃：倉悠貴[42]）
- 木島トキ（村人） - 矢野陽子[75]
- 相原美千代（友樹の母） - うみぐちうみ[76]
- 相原友樹（美千代の息子） - 城戸俊嶺[53]
- 木村信子（主婦） - 桜まゆみ[77]
- 木村たけし（信子の息子） - 横井尊[78]
- 松本由布子（小学生） - 中村怜愛[79]
- 夏希（小学生） - 池下ひまる[80]
- 武井荘史 - 大嶺創羽[81]
- 村のこども - 坪井蒼[78]
- 校長（小学校） - 吉増裕士[82]
- 担任教師（小学校） - 安藤ゆかり[83]
- 河口尊 - 岩瀬亮[42]
- 河口くに子（尊の母） - 高間智子[84]
- 河口尊の父 - 田村泰二郎[85]
- 岳 - 松澤傑[86]
- 隆英 - 高木公佑[87]
- 公康 - 吉田電話[87]
- 晋作 - 田鍋謙一郎[88]
- 相原悠輔（友樹の父） - 岡部尚[89]

##### 過去
- 神山吉宗（来乃神神社 前神主） - テイ龍進[42]
- くま - 星田英利[90]
- 善治 - こんばやし元樹[91]
- 昭八 - 一本木伸吾
- 重 - 茨城ヲデル[92]
- 又作 - 坂口辰平[93]
- 実 - 金目匠叶[94]
- 秋子 - 田中佐季[95]
- 正 - 田村英樹[96]
- 佑奈 - 平井夏貴[97]
- 佳子 - 乾りさこ[98]
- 双子の老婆 - 藤夏子[99]

#### 警察関係者

##### 諸辺警察署
- 田中雅人[100]（諸辺警察署 署長） - 利重剛[101]
- 狩野治（前任駐在） - 矢柴俊博[101]
- 山伏剛（大悟の元上司） - 井上肇[102]
- 高柳康平（諸辺警察署 警察官） - 伊島空[103]
- 刑事係長（大悟の前上司） - 北山雅康[104]
- 関（刑事） - 関幸治[105]※アーカイブ
- 山本（刑事） - 山本章博[106]
- 狭山（後任駐在） - 田中偉登[107]

##### 岡山県警
- 金丸豪（特別捜査本部 刑事） - 赤堀雅秋[101]
- 千堂恵（特別捜査本部 刑事） - 和田光沙[108]
- 椎名進（特別捜査本部 刑事） - 安藤彰則[109]
- 荒垣啓太（特別捜査本部 刑事） - 松永大輔[110]
- 菊田真治（特別捜査本部 刑事） - 白戸達也[111]
- 八千代満（県警警視正） - 大鷹明良[42]
- 難波 - メガマスミ[112]
- 赤木 - 小川剛生[84]
- 妹尾 - 荒川大三朗[84]
- 白神 - 原田大輔[84]

##### SAT
- 中隊長 - 田中豊
- 小隊長 - 村本明久[113]
- 隊員→小隊長 - 敬太[114]

#### その他
- 狩野すみれ（狩野の娘） - 北香那[34]
- 狩野幸子（狩野の妻） - 片岡礼子[115]
- 寺山京介（顏を喰われた男） - 高杉真宙[72]（2歳時：小幡景[35]、冨田誠[35]）
- 今野翼（児童性犯罪者） - 三河悠冴[116]
- 中村一（中央病院 監察医） - 小木茂光[117]
- 宇多田学（オカルトサイト運営） - 二階堂智[118]
- 男娼（宇多田学の相手） - 工藤孝生[119]
- 囚われの子供（後藤家が監禁） - 市野叶[120]
- 山下努/後藤（千堂を送迎） - 吉田亮[82]
- 山賊のカシラ - 谷中敦[42]
- カシハベ - 深谷五朗[121]、慈五郎[122]、宮川浩明、明樂哲典、ペロリ、入慶田本朝敬[123]、香川幸允[124]、軍司眞人
- キャスター、アナウンサー - 内藤正記[125]、二宮芽生
- 動画配信者の男女 - きょん（きょんくま）[126]、きりざきまい[注釈 2]

### スタッフ
- プロデューサー - 山本晃久、岩倉達哉
- 監督 - 片山慎三、川井隼人（S1 4-6話）、佐野隆英（S2 3・5・6話）、大庭功睦（S2 4話）
- 脚本 - 大江崇允、廣原暁（S2 3・4・7話）

✴︎ 脚本協力 - 藤沢真友香
- 音楽 - Brian D'Oliveira